# Самсонівка (Білокуракинський район)
Самсонівка — колишнє село в Україні; підпорядковувалось Лизинській сільській раді Білокуракинського району Луганської області.
Розміщувалось на 3 км східніше від села Стативчине, на відстані 5 км від адміністративного центру сільської ради, села Лизине, 12 км від районного центру, смт Білокуракине, та 118 км від обласного центру, міста Луганськ. Найближча залізнична станція — Білокуракине — за 12 км.
Виключене з облікових даних 26 січня 2006 року рішенням Луганської обласної ради. На землях колишнього села утворено ландшафтний заказник Самсонівська заводь.